# 28丁目駅 (IRTブロードウェイ-7番街線)
28丁目駅（28ちょうめえき、英語: 28th Street）は、ニューヨーク市地下鉄IRTブロードウェイ-7番街線の駅である。マンハッタン区チェルシーとフラワー・ディストリクト、ミッドタウンに跨がる7番街と西28丁目の交差点に位置し、1系統が終日、2系統が深夜のみ停車する。

## 駅構造
| G                  | 地上階                         | 出入口 |
| P プラットホーム階 | 相対式ホーム、右側のドアが開く | 相対式ホーム、右側のドアが開く |
| P プラットホーム階 | 北行緩行線                     | ← ヴァン・コートラント・パーク-242丁目駅行き（34丁目–ペン・ステーション駅） ← 深夜帯：ウェイクフィールド-241丁目駅行き（34丁目–ペン・ステーション駅） |
| P プラットホーム階 | 北行急行線                     | ← 通過 |
| P プラットホーム階 | 南行急行線                     | → 通過 → |
| P プラットホーム階 | 南行緩行線                     | → サウス・フェリー駅行き（23丁目駅）→ 深夜帯：ブルックリン・カレッジ駅行き（23丁目駅）→                                                               |
| P プラットホーム階 | 相対式ホーム、右側のドアが開く | |

駅は1918年7月1日、ブロードウェイ-7番街線が34丁目-ペン・ステーション駅からサウス・フェリー・ループス駅およびウォール・ストリート駅まで延伸した際に開業した。相対式ホーム2面と緩行線2線・急行線2線を有した2面4線の地下駅で、中央の急行線は深夜帯以外に2系統及び3系統が通過している。
2005年4月30日、駅はアメリカ合衆国国家歴史登録財に指定された。

### 出入口
駅には南北ホーム中央と南側にそれぞれ1か所ずつ、計4か所の改札口がある。改札内にホーム間連絡通路はない。メインの改札口は中央のもので、北行ホーム側は有人で回転式改札機ときっぷ売り場、7番街と西28丁目の交差点北東・南東への階段が1つずつある。南行ホーム側は無人で回転式改札機と7番街と西28丁目の交差点北西・南西への階段が1つずつある。なお、南行ホーム改札口には2010年まできっぷ売り場が存在していた。
駅の南側の改札口には南北ホームそれぞれに出場専用改札口と地上への階段1つがあり、北行ホームからは7番街と西27丁目の交差点北東に、南行ホームからは同交差点北西に階段が接続している。

## ギャラリー

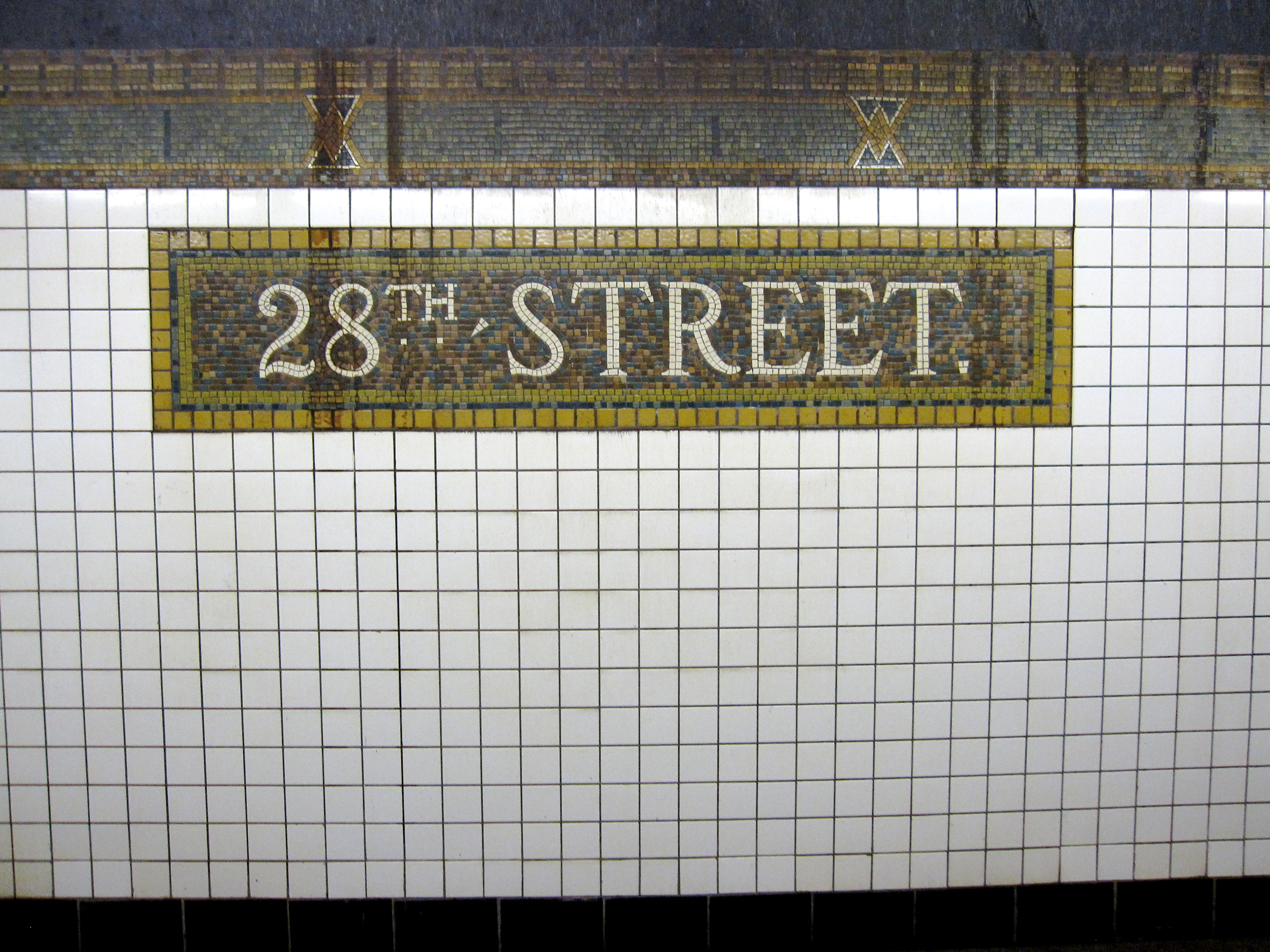
駅名標
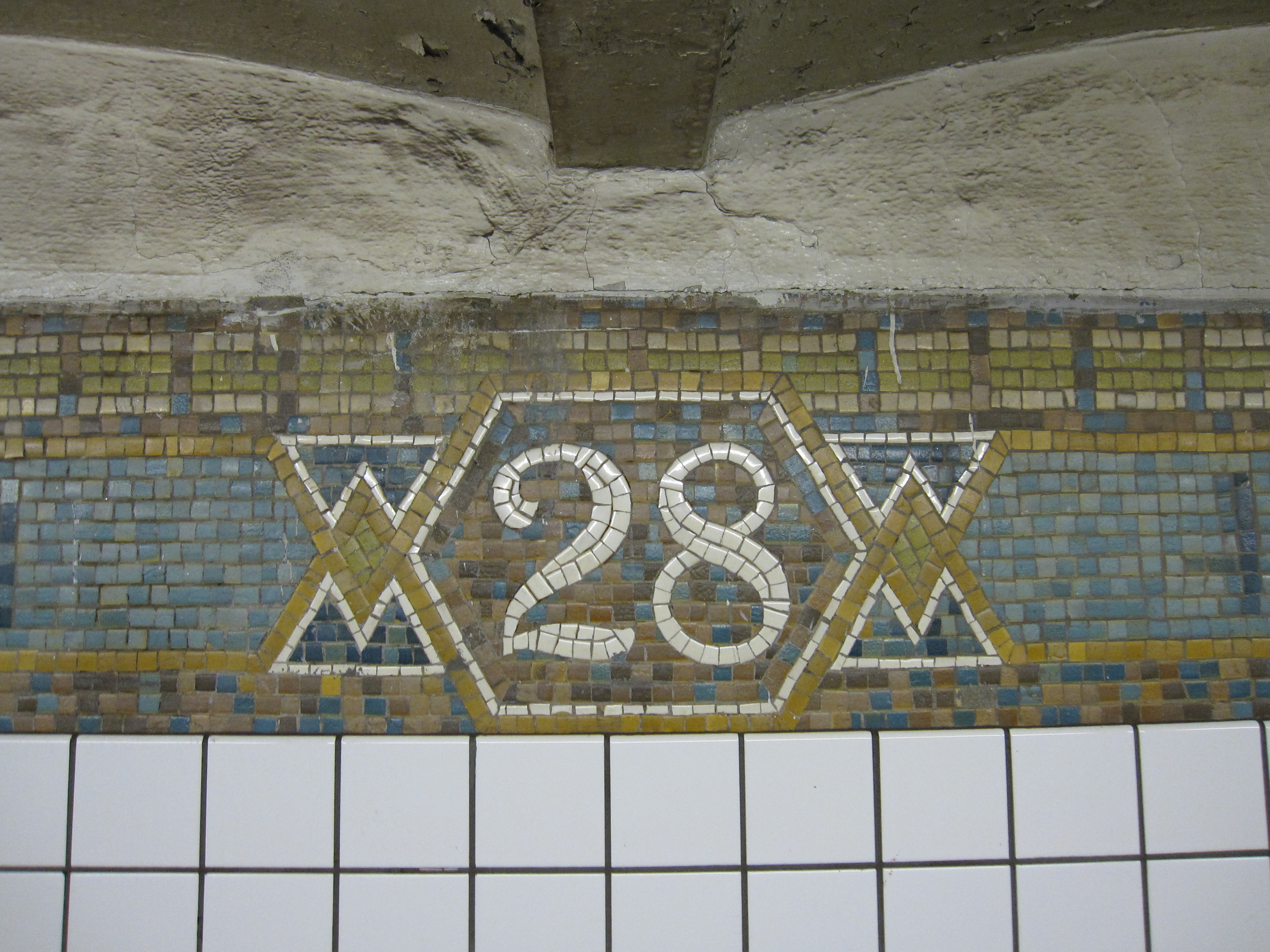
タブレット
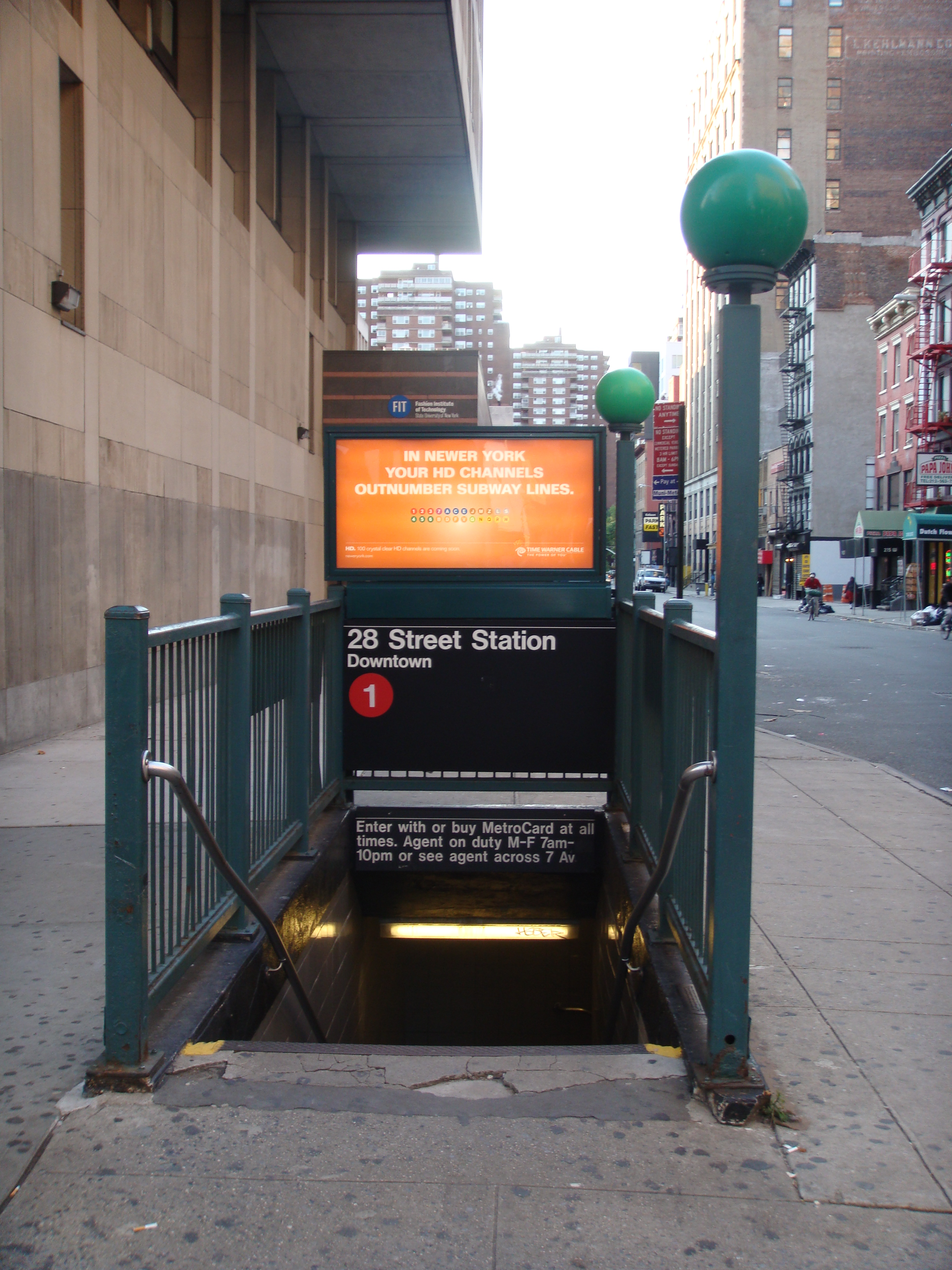
南行ホームへの階段